# Leo-von-Klenze-Schule
Die Leo-von-Klenze-Schule – Staatliche Berufsschule II Ingolstadt ist eine bayerische Berufsschule in Ingolstadt. Sie befindet sich südlich der Donau im Stadtbezirk Brückenkopf. Hier findet der Unterricht für Auszubildende im kaufmännischen, informatischen und medizinischen Bereich statt. Die Schule wurde nach dem Architekten Leo von Klenze benannt. Direkt neben dem Pausenhof befindet sich der Turm Baur und eine Wirtschaftsschule.

## Schulgebäude
Das heutige Gebäude A der Leo-von-Klenze-Schule ist die ehemalige Neue Pionierkaserne Ingolstadt. Sie wurde zwischen 1899 und 1902 erbaut und beherbergte bis 1945 die in Ingolstadt stationierten Pioniere. Die Kaserne wird auch in Marieluise Fleißers Komödie Pioniere in Ingolstadt aufgegriffen. Nachdem die Pioniere bei Gründung der Bundeswehr an der Manchinger Straße eine neue Kaserne erhielten, wurde der dreigeschossige Bau zwischen 1956 und 1958 für Schulzwecke umgebaut. Zuletzt wurde um 1988/89 ein Ostflügel (Gebäude B) als Neubau ergänzt.
Die Bandeisenplastik stammt vom örtlichen Künstler Knut Schnurer.